# Amy White
Amy Lee White, conosciuta anche con il nome da sposata Amy Ballidis (Redondo Beach, 20 ottobre 1968), è un'ex nuotatrice statunitense.
Ha rappresentato gli Stati Uniti all'età di 15 anni alle Olimpiadi di Los Angeles 1984.
In quell'occasione vinse la medaglia d'argento nei 200 metri dorso, terminando con il tempo di 2:13.04, dietro alla olandese Jolanda de Rover.

## Palmarès
- Olimpiadi

Los Angeles 1984: argento nei 200 metri dorso.